# Eugène Noack
Pour les articles homonymes, voir Noack.
Eugène Noack (Colmar 1908, - Colmar 1985), dit Scheni était un artiste-peintre et un illustrateur alsacien.
Il est connu en Alsace, notamment pour ses représentations de petits garçons polissons au teint rougeaud et à la tête toute ronde, pilleurs de vergers, adeptes de l'école buissonnière.
Ses scènes villageoises, truculentes, pleines de joie de vivre, rappellent parfois le style de Brueghel.

## Biographie
La famille du jeune Eugène déménage à Bâle en 1913. Son goût pour l'illustration apparaît très tôt en dessinant les devantures des magasins.
Orienté par ses professeurs à l'école, il devient ébéniste, et, par la suite, ouvre son ébénisterie. Après la Deuxième Guerre mondiale, il se consacre entièrement à sa passion. Il se fait très vite remarquer pour son talent, notamment, dans la revue Saisons d'Alsace en 1952, où paraissent ses illustrations sur la route des vins d'Alsace. Il a réalisé une série fantastique d'illustrations burlesques de l'industrie papetière.
En 1960, il entre au journal L'Alsace-Le Pays jusqu'en 1976, date de sa retraite.

## Illustrations d'ouvrages
- L'Allemagne. République Fédérale. Paris, Odé, Les amis de l'Histoire, 1969, in-8 relié (22,50 × 24 cm) de 223 pages